# Türing (Künstlerfamilie)
Die Türing (auch Düring, Thüring, Turing) waren eine Steinmetz- und Baumeisterfamilie des 15. und 16. Jahrhunderts, die aus Memmingen in Schwaben stammte. Herzog Sigmund von Tirol, der Münzreiche (* 1427; † 1496) holte um 1480 Niklas Türing den Älteren, den Begründer der Künstlerfamilie, aus dem Allgäu in die Residenzstadt Innsbruck.
Nächster Auftraggeber wurde Maximilian (* 1459; † 1519). Dessen Vater Kaiser Friedrich III. (* 1415; † 1493) setzte Sigmund von Tirol so unter Druck, dass er 1490 zugunsten Maximilians auf die Regentschaft in Oberösterreich (Habsburg) verzichtete. Das nicht mit dem heutigen Bundesland zu verwechselnde Oberösterreich umfasste damals Tirol, die österreichischen Vorlande und die verbliebenen Stammlande auf Schweizer Gebiet. Maximilian wurde 1486 Römisch-deutscher König und 1508 Römisch-deutscher Kaiser. Er ernannte Niklas Türing d. Ä. zum Hofbaumeister und gab u. a. den Auftrag für das Goldene Dachl, 1497–1500.
Zwischen 1515 und 1520 entwickelte die Werkstatt Türing in den Bereichen Architektur und Bauplastik einen eigenen Stil, der an zahlreichen Innsbrucker Hofbauten den Übergang von der Gotik (Mittelalter) in die Renaissance (Neuzeit) kennzeichnet. Beispiele hierfür sind: die Hofkirche, 1549 sowie Patrizierhäuser wie Trautsonhaus, 1541; Prechthaus, 1541; Helblinghaus, 1560.

## Künstlerisch bedeutende Familienmitglieder und Werke
- Niklas Türing der Ältere († 1517 in Innsbruck); ab 1480 in Innsbruck tätig
  - Gregor Türing (* um 1475; † 1543); seit 1503 als Meister in Innsbruck tätig, zunächst noch in der Werkstatt seines Vaters Niklas Türing d. Ä., mit dem er u. a. am Goldenen Dachl zusammenarbeitete, später dann eigenständig.[3]
    - Niklas Türing der Jüngere († 1558 in Innsbruck); trat ab den 1540er Jahren als Baumeister in Erscheinung und wurde 1548 als Bürgersohn in den Bürgerstand aufgenommen[3]

Niklas Türing der Ältere war ein Steinmetz, Bildhauer und Baumeister der Spätgotik. Seine Werke finden sich in Schwaben und vor allem in Innsbruck und anderen Teilen Tirols.
In Innsbruck errichtete er mit seinem Sohn Gregor das Goldene Dachl mit den Reliefs. Die derzeit im Alten Rathaus neben dem Stadtturm aufgestellte Figur des Burgriesen Haidl schuf er für das Burgriesenhaus in der Hofgasse.
In verschiedenen Teilen Tirols stammen Wappenschilde von Nikolaus Türing dem Ä., so im Schloss Tratzberg und am Münzertor in Hall.
Gregor Türing zählt als Steinmetz, Bildhauer und Baumeister zum Stilübergang Gotik-Renaissance. Er prägte mit vielen Häusern das heute noch bestehende Bild der Innsbrucker Altstadt in der Zeit um 1510 bis 1540 im Stilübergang Gotik-Renaissance. Die meisten Altstadthäuser stammen grundsätzlich aus der Gotik, wobei Portale, Fenstereinrahmungen und Erkerschmuck die stilistischen Merkmale der Renaissance aufweisen.
Von seinen Werken zu erwähnen sind u. a. die Portale am Trautsonhaus und Burgriesenhaus, die Erkerverzierungen am Trautsonhaus und andere Details. Von Gregor Türing stammt auch die untere Wappenreihe beim Goldenen Dachl (Steiermark, Österreich, Ungarn, Kaiseradler, Königsadler, Burgund, Mailand und Tirol).
Niklas Türing der Jüngere begann als Steinmetz- und Maurermeister mit dem Bau der Hofkirche unter der Aufsicht des Trientiner Architekten Andrea Crivelli. Er starb unerwartet im Jahr 1558.